# Mistrzostwa Polski w Biathlonie 1980
14. Mistrzostwa Polski w biathlonie odbyły się w 1980 w Zakopanem. Rozegrano trzy konkurencje, bieg indywidualny mężczyzn na dystansie 20 kilometrów, bieg sprinterski na dystansie 10 kilometrów i sztafetę 4 x 7,5 km.

## Terminarz i medaliści
| Data | Konkurencja                | Złoto                                                                                | Srebro                                                                        | Brąz                                                                                      |
| 1980 | Bieg indywidualny mężczyzn | Leopold Latawiec WKS Legia Zakopane                                                  | Jerzy Szyda Górnik Wałbrzych                                                  | Andrzej Rapacz WKS Legia Zakopane                                                         |
| 1980 | Bieg sprinterski mężczyzn  | Stanisław Trebunia WKS Legia Zakopane                                                | Krzysztof Ptaszkowski WKS Legia Zakopane                                      | Józef Michniak WKS Legia Zakopane                                                         |
| 1980 | Bieg sztafetowy mężczyzn   | WKS Legia Zakopane Stanisław Trebunia Andrzej Rapacz Leopold Latawiec Józef Michniak | Górnik Wałbrzych Ludwik Zięba Bogdan Żabiński Jerzy Szyda Mieczysław Bodziana | WKS Legia Zakopane Adam Rysula Krzysztof Ptaszkowski Ryszard Ponikwia Eugeniusz Kołodziej |